# Lysá nad Labem (nádraží)
Lysá nad Labem je železniční stanice v jižní části stejnojmenného města v okrese Nymburk ve Středočeském kraji na řece Labi. Je významným dopravním uzlem, leží na železničních tratích Lysá nad Labem – Ústí nad Labem, Praha – Lysá nad Labem – Kolín a Lysá nad Labem – Milovice. Přímo před budovou je umístěno též městské autobusové nádraží. Stanice je elektrizovaná (3 kV ss).

## Historie

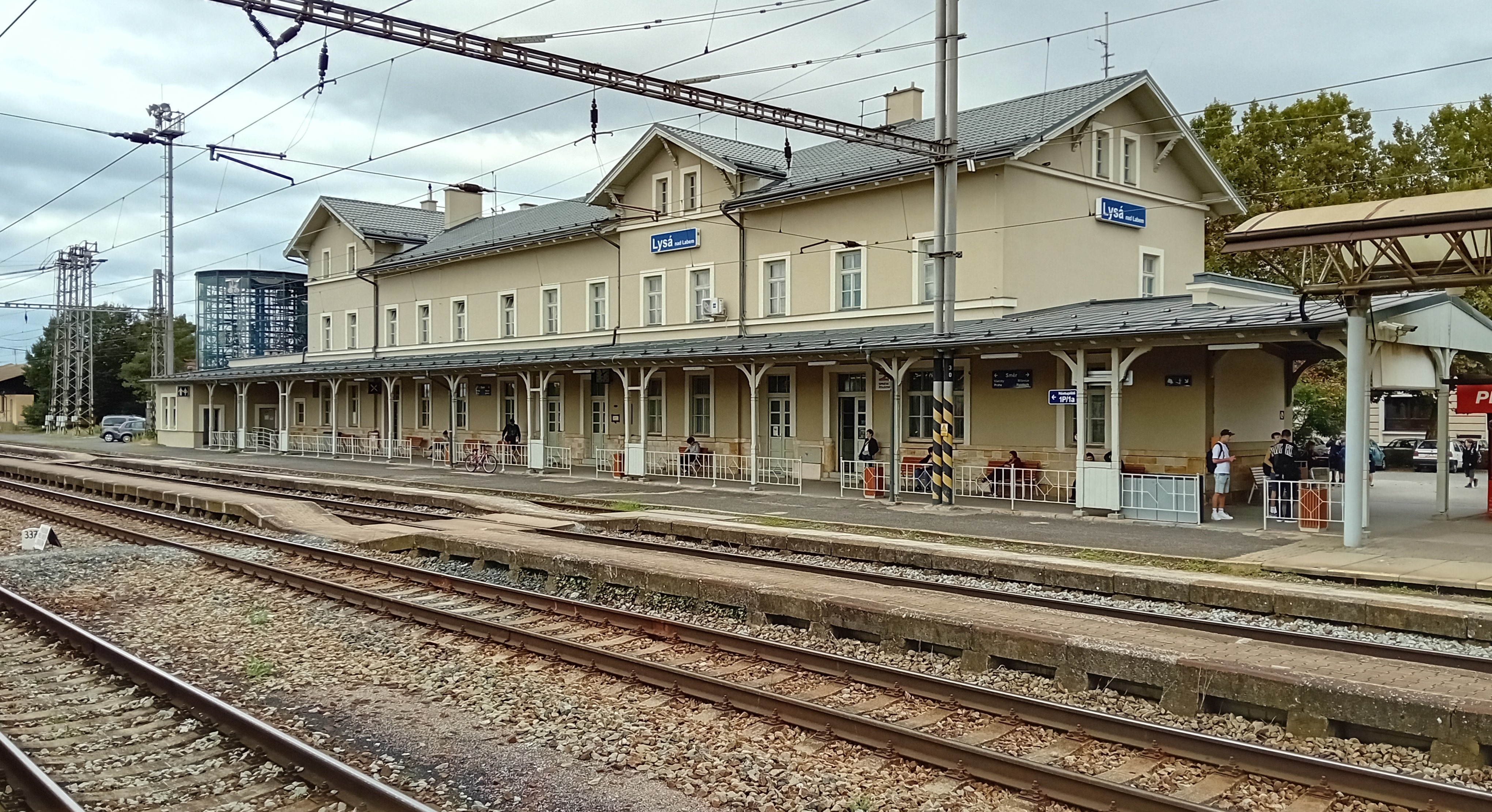
Historická budova nádraží v Lysé nad Labem

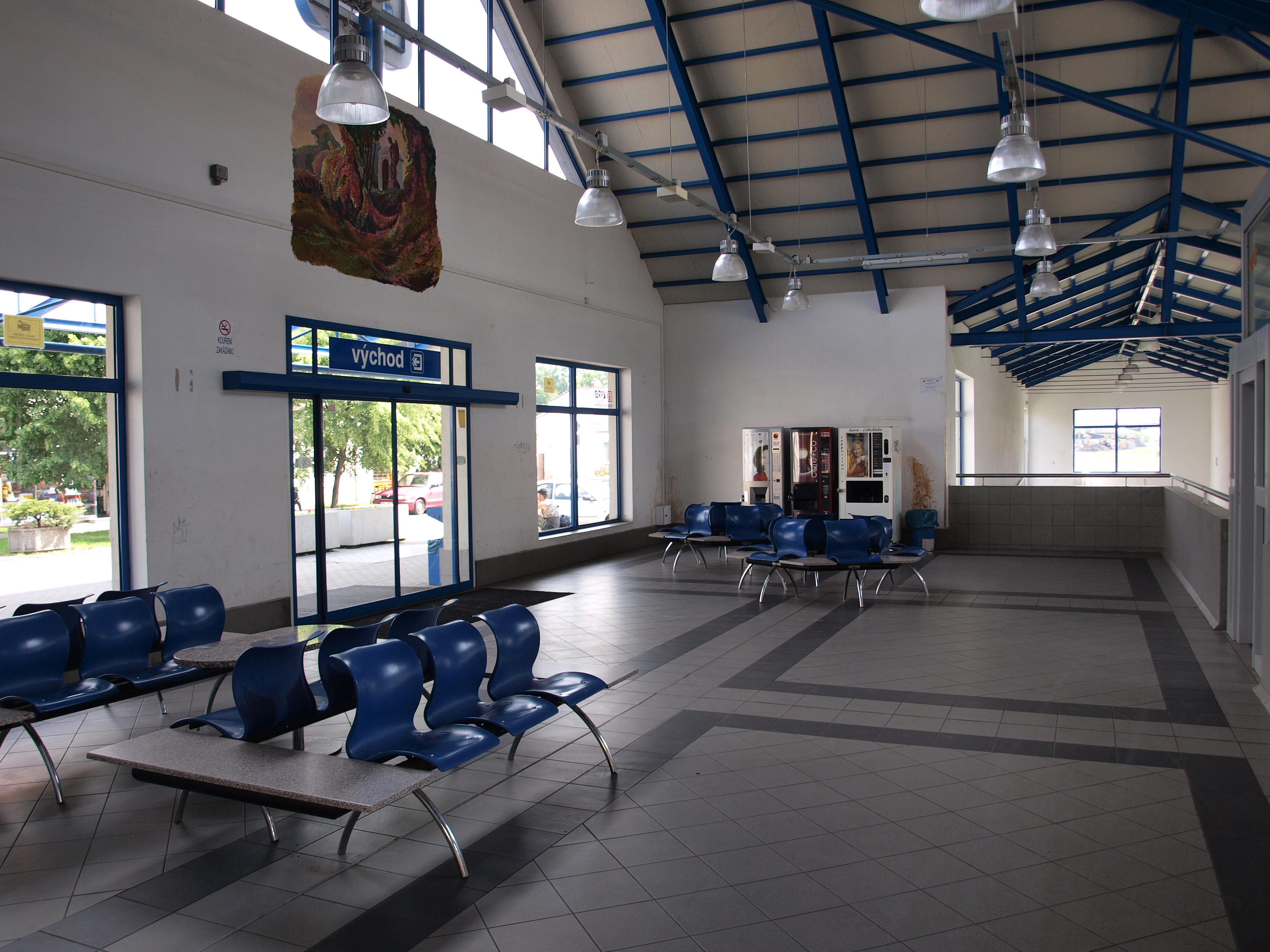
Interiér nové odbavovací haly na nádraží v Lysé nad Labem

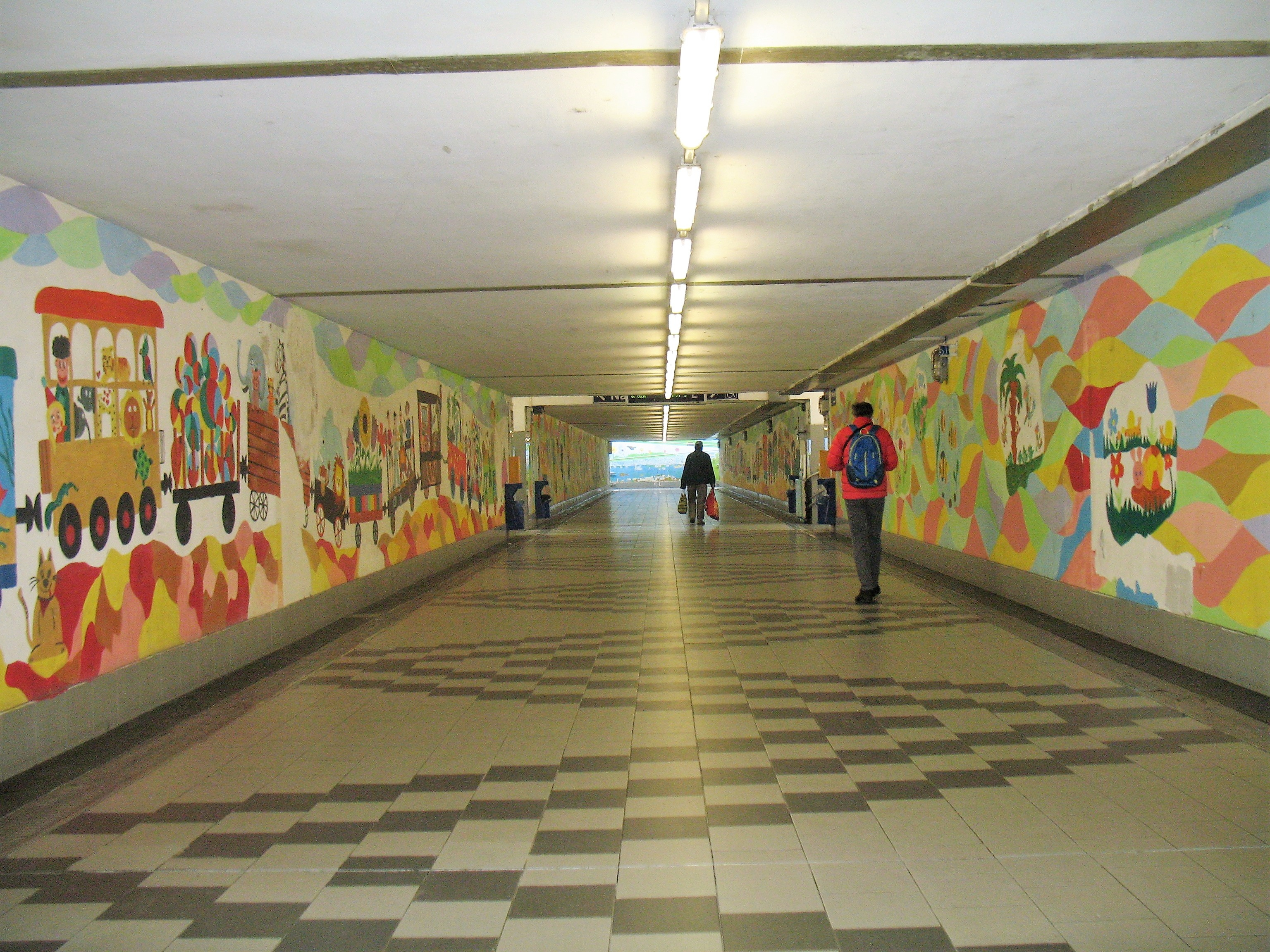
Podchod na nádraží v Lysé nad Labem

Stanice byla vybudována jakožto součást Rakouské severozápadní dráhy (ÖNWB) spojující Vídeň a Berlín, autorem univerzalizované podoby stanic pro celou dráhu byl architekt Carl Schlimp. Dne 4. října 1873 přijel do Lysé první vlak při zprovoznění 14 kilometrů dlouhého úseku z Nymburka a dále budovaného do Mělníka a Ústí nad Labem. Ten samý den otevřela ÖNWB ze stanice odbočku ve směru na Prahu (provizorní nádraží Praha-Rohanský ostrov, po dokončení Praha-Těšnov), páteřní trasa Vídeň-Berlín Prahou neprocházela. Dne 1. ledna 1874 vyjel z Lysé první pravidelný vlak do stanice Ústí nad Labem-Střekov.
Roku 1909 byl zdvoukolejněn úsek Lysá nad Labem-Mělník, kompletní druhá kolej byla mezi Kolínem a Děčínem dokončena během první světové války, zejména s pracovním nasazením ruských a italských válečných zajatců. Nedaleký vojenský prostor v Milovicích propojila se stanicí železnice v roce 1921, o dva roky později zde byla zahájena též osobní přeprava. Elektrická trakční soustava sem byla dovedena roku 1958, elektrizace úseku ve směru na Prahu proběhla v roce 1976.
V letech 2004–2024 v historické budově nádraží sídlil lysský železniční modelářský spolek. Činnost ukončil kvůli neprodloužení nájemní smlouvy.

## Popis
Vedle historické nádražní budovy byla vybudována nová odbavovací hala, která je podchodem propojena s ostrovním nástupištěm. Podchod spojuje části města na obou stranách železniční tratě.
Na obou stranách je možné uložit kola do cyklověží. Každá má kapacitu až 118 kol. První byla zprovozněna roku 2017 za starou nádražní budovou (ulice Čapkova) a druhá roku 2021 na druhé straně tratě (ulice U Nové hospody).